# Modesto Lafuente y Zamalloa

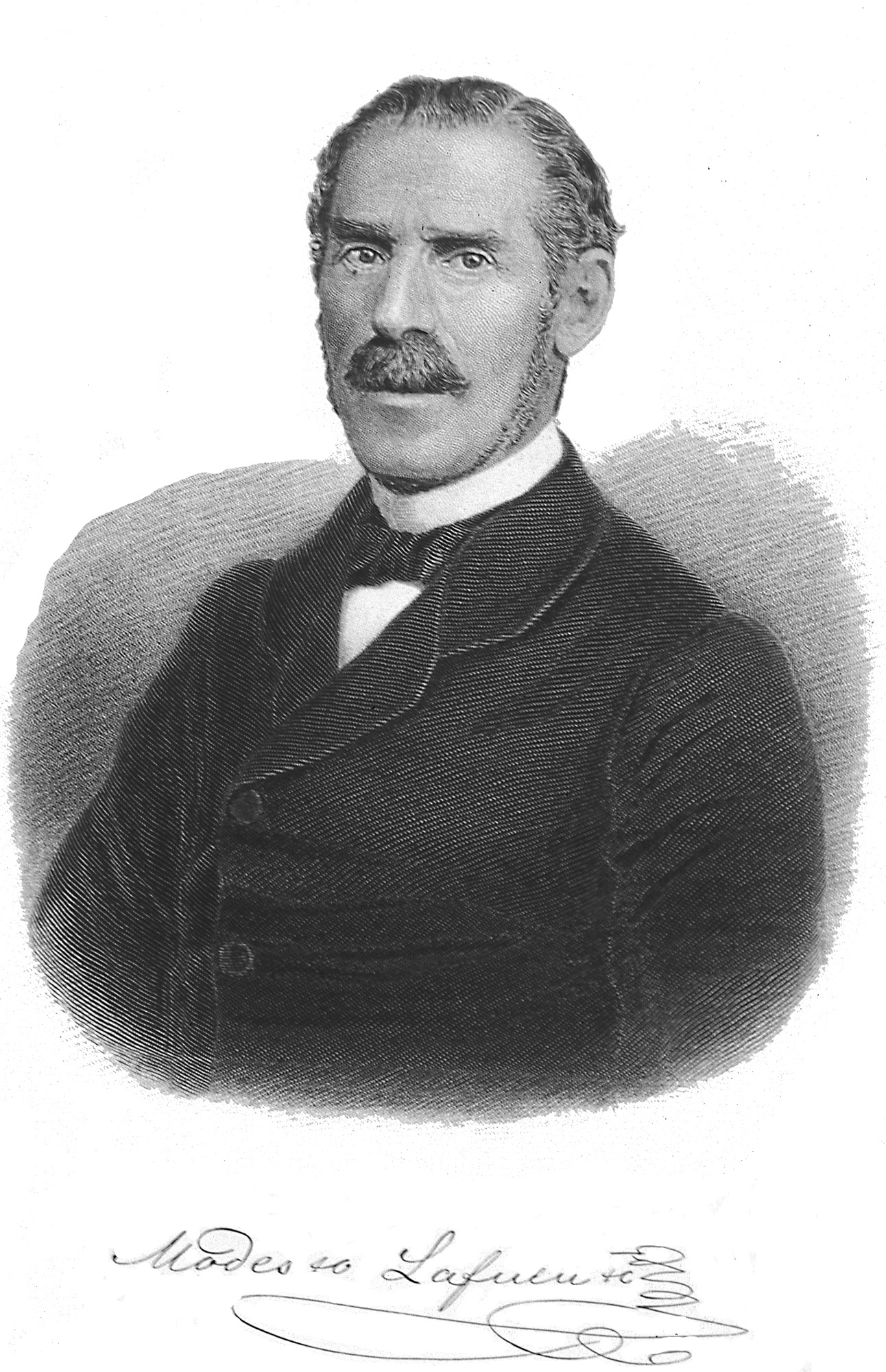
Modesto Lafuente y Zamalloa

Modesto Lafuente y Zamalloa (* 25. Oktober 1806 in Ravanal de los Caballeros; † 1866 in Madrid) war ein spanischer Historiker.

## Leben
Lafuente war zuerst Professor und Bibliothekar in Astorga, übersiedelte 1838 nach Madrid und trat hier als Journalist und satirischer Sittenlehrer mit den unter den Pseudonymen Fray Gerundio und Tirabeque herausgegebenen periodischen Werken auf:
- Coleccion de capilladas y disciplinarzos (16 Bände)
- Viage por Francia, Belgica y Alemania (2 Bände)
- Viage areostatico
- Teatro social del siglo XIX (2 Bände)
- Revista europea (4 Bände), die sämtlich zwischen 1844 und 1850 erschienen und weite Verbreitung gefunden haben.

Sein Hauptwerk ist jedoch die Historia general de España (Madrid 1850–1866, 30 Bände; fortgesetzt von Juan Valera, Barcelona 1877–82, 6 Bände).
Lafuente war zuletzt Direktor der Escuela superior de diplomática und Präsident der Junta de los archivos y bibliotecas, zeichnete sich auch als Deputierter und Vizepräsident der Cortes durch seine Rednergabe aus.